# Râul Valea Călușului
Râul Valea Călușului este un râu afluent al Râului Tàrgului.